# عزیز بالاگون
عزیز بالاگون (انگلیسی: Aziz Balagoun؛ زادهٔ ۸ آوریل ۱۹۸۱) بازیکن فوتبال اهل بنین بود.
وی همچنین در تیم ملی فوتبال بنین بازی کرده است.